# Marzena Makuła
Marzena Makuła (ur. 3 lipca 1984) – polska judoczka, medalistka mistrzostw Europy.
Była zawodniczka klubów: GKS Czarni Bytom (2000-2003), KS AZS-AWF Wrocław (2004-2013). Brązowa medalistka mistrzostw Europy w turnieju drużynowym (Mińsk 2007). Brązowa medalistka młodzieżowych mistrzostw Europy 2006. Brązowa medalistka zawodów Pucharu Europy w Boras 2008. Dwukrotna mistrzyni Polski seniorek w kategorii open (2006, 2007) oraz dwukrotna brązowa medalistka (2005 w kat. open, 2007 w kat. powyżej 78 kg). Ponadto m.in. młodzieżowa mistrzyni Polski 2006 oraz mistrzyni Polski juniorek 2003.